# Entyposis
Entyposis är ett släkte av skalbaggar. Entyposis ingår i familjen Melolonthidae.
Kladogram enligt Catalogue of Life:
| Entyposis | \| \| Entyposis cavicollis \| \| \| \| \| \| Entyposis impressa \| \| \| \| \| \| Entyposis mendax \| \| \| \| \| \| Entyposis montana \| \| \| \| |
|           | \| \| Entyposis cavicollis \| \| \| \| \| \| Entyposis impressa \| \| \| \| \| \| Entyposis mendax \| \| \| \| \| \| Entyposis montana \| \| \| \| |
|           | Entyposis cavicollis |
|           | |
|           | Entyposis impressa |
|           | |
|           | Entyposis mendax |
|           | |
|           | Entyposis montana |
|           | |